# John Kitzmiller
John Kitzmiller (ur. 4 grudnia 1913 w Battle Creek, zm. 23 lutego 1965 w Rzymie) – amerykański aktor filmowy i telewizyjny.

## Życiorys
Podczas II wojny światowej Kitzmiller był żołnierzem. Uczestniczył w wyzwoleniu Włoch, tam też zaczął występować jako aktor, we włoskich filmach neorealistycznych. Zagrał w ponad pięćdziesięciu europejskich filmach. Jako pierwszy w historii canneńskiego festiwalu filmowego czarnoskóry aktor otrzymał nagrodę aktorską na 10. MFF w Cannes za rolę w słoweńskim dramacie wojennym Dolina pokoju (1957) w reżyserii France Štiglica.
Najbardziej pamiętną z zagranych przez niego postaci był rybak Quarell w filmie Doktor No (1962) Terence'a Younga, pierwszym z serii przygód agenta 007 Jamesa Bonda. 
Zmarł 23 lutego 1965 na marskość wątroby w wieku 51 lat.